# Donasà
El Donasà (en occità Donasan) és una comarca (occità: parçan) d'Occitània i, per extensió, de França a l'Arieja. La principal ciutat és Rouze però la capital és Queragut. És el lloc de naixement del famós trobador Bernat de So. El Donasà forma el Cantó de Queragut i 7 comunes. Limita a l'est i al nord amb el parçan del País de Salt i a l'oest amb el del Sabartès.
Segons la proposta de divisió territorial d'Occitània del diari Jornalet, basada en l'obra de Frederic Zégierman Le Guide des pays de France, el Donasà  estaria ubicat a la regió del Llenguadoc, subregió del Comtat de Foix.
El seu accés es fa normalment a través del Capcir i del departament de l'Aude, perquè l'accés natural pel Coll de Palhèras (Col de Palhières) de 2001 metres està tancat durant 6 mesos de l'any. El país és alt, entre 750 i 2545 metres. Pels seus boscos se l'anomena el Quebec de l'Arièja. El seu punt més alt amb 2545 metres és el Pic de Baixollada; més famós és el Roc Blanc, d'altura similar, amb l'estany de Noubals al seu peu; l'altra muntanya de gran altura és el Pic de Ballbona. Altres estanys rellevants són Rabassoles de baix, Rabassoles blau, Rabassoles Negre, l'Estanyet, Estany de Balbona, Estany Petit, Estany de Laurenti, Estany de Queragut i l'Estany de la Camiseta. A Mijanes hi ha una estació d'esquí.

## Comunes
Les comunes del cantó són:
- Rosa (Rouze)
- Queragut (Quérigut)
- Mijanes
- El Pug (Le Puch)
- El Pla (Al Plan forma occitana, i Le Pla forma francesa i oficial)
- Artigues (Artigas en occità)
- Carcaneres (Carcanièras en occità, Carcanières en francès i forma oficial)

Oficialment, les comunes del Donasà i de tot l'antic comtat de Foix estan ubicades al sud-est del departament francès de l'Arieja.

## Història
Va pertànyer al comtat de Rasès fins vers el 972 quan va passar al comtat de Cerdanya. Apareix en mans del comte de Cerdanya el 1035 quan en el seu testament el comte Guifré deixa el castell de So al seu fill Ramon.
El 1208 el rei de Catalunya-Aragó va infeudar la regió al comte de Foix a canvi de la seva neutralitat en els problemes successoris del comtat d'Urgell i va seguir els destins del comtat de Foix. Els castells foren infeudats als Alió (Bernat i el seu germà Arnau d'Alió) i després del 1258 als So. El 1304 el rei de Mallorca va demanar al comte de Foix l'homenatge per les terres del Donasà i va tractar de recuperar el domini prenent posicions al Capcir, a Formiguera, Puigbalador, Creu (llogaret baix el coll de Creu) i a Cerdanya (a Èvol, Estavar i Querol), tot viles que estaven infeudades a Guillem de So, senyor d'Évol (més tard els So foren vescomtes d'Évol), que era el seu vassall, però vassall del comte de Foix pels castells del Donasà. Un arbitratge entre el vescomte de Narbona (representant de Gastó de Foix) i Pere de Fenollet (representant del rei de Mallorca Jaume) va evitar la guerra, i va establir que el Donasà restaria en mans del comte de Foix però aquest seria feudatari de Mallorca. També es va fixar la frontera entre Donasà i Capcir d'est a oest, d'Anglars a Canolera, el coll de la Marrana, de la serra fins a l'Aude, Belfumats, coll d'Ares i la línia de partició de les aigües. El 1311 Bernat de So va bescanviar els castells del Donasà per la baronia de Miglòs. Va pertànyer a la corona francesa del 1589 al 1711 quan fou incorporat als dominis del Marquès de Bonac. Joan Lluís de So (Usson), marquès de Bonac, nascut el 1672 es va distingir a l'exèrcit i en tasques diplomàtiques i va morir el 1738. Els seus hereus van conservar el Donasà fins a la revolució. El darrer marquès fou Carles Armand de Bonac que va emigrar després del 1789.
Els principals castells foren el de So o Soo o Son (Usson) al sud per la part del Capcir, i el de Queragut (Quérigut, amb el significat de ker acutus, cresta de la roca) pel nord a la part de l'Aude. El de So fou assetjat per la princesa de Viana el 1486. Fou desmantellat com a fortalesa per ordre de Richelieu el 1638 i fou destruït el 1792. Queragut fou incendiat pels catalans el 1589. El 1607 Lluís XIII de França hi va establir una guarnició que estava sota el comandament de Joan de Rocafort al qual va succeir el seu fill que es feia dir senyor de Carcaneres; la guarnició fou suprimida el 25 d'abril de 1638. El 1676 fou incendiat pels espanyols i ja no va ser reconstruït. Ambdós resten en ruïnes.
El Donasà va ser inclòs en el departament de l'Arieja el 1790.